# Horburg-Maßlau
Horburg-Maßlau è una frazione della città tedesca di Leuna, nella Sassonia-Anhalt.

## Storia
Horburg-Maßlau costituì un comune autonomo fino al 1º gennaio 2010.